# TyvenKokkenHansKoneOgHendesElsker
TyvenKokkenHansKoneOgHendesElsker var en dansk restaurant, beliggende på Magstræde i Indre By i København. Den var i 2004 tildelt én stjerne i Michelinguiden. Den eksisterede fra 1999 til 2007.

## Historie
Restauranten åbnede på adressen Magstræde 16 i 1999, og den blev opkaldt efter Peter Greenaways britiske dramafilm Tyven, kokken, hans kone og hendes elsker (originaltitel: The Cook, the Thief, His Wife & Her Lover). Ejerne var kokken Claus Jørgensen og tjeneren Anders Selmer. I 2001 søgte Claus Jørgensen nye udfordringer på Helenekilde Badehotel og nye unge kokke kokke kom til restauranten. I 2004 modtog restauranten én michelinstjerne, som inspektørerne fra Michelin dog ikke fornyede året efter. På det tidspunkt serverede TyvenKokkenHansKoneOgHendesElsker kun én menu og én vinmenu, hvilket man gik væk fra i 2005, og fik á la carte på menukortet.
I starten af 2007 var der kun Mads Rudolf tilbage fra den oprindelige ejerkreds, og han valgte i marts 2007 at lukke restauranten, og lokalerne blev overtaget af Kasper Rune Sørensen, som i september samme år åbnede Restaurant Nouveau på stedet.